# Almindelig skæbnetræ
Almindelig Skæbnetræ (Clerodendrum trichotomum) er en løvfældende busk med stive, oprette hovedgrene og vandrette, udbredte sidegrene. Løvet og rodskud lugter ubehageligt.

## Beskrivelse
Barken er først lys beige, dernæst mere mørk brunlig og til sidst grålig og ru. Knopperne er modsatte, brune og behårede. Bladene er ægformede med rundtandet rand og lang spids. Oversiden er matgrøn, mens undersiden er lysere med spredte hår. Høstfarven er gul. 
Blomsterne sidder i endestillede stande. De enkelte blomster er femtallige og hvide med en sød duft. Bægerbladene er først lyserøde, men bliver hurtigt højrøde. Samtidigt modnes bærrene til blåt og sort. Frøene kan blive spiredygtige i Danmark efter lange, varme efterår.
Rodnettet er kraftigt og højtliggende. Under gode forhold kan der dannes rodskud. 
Højde x bredde og årlig tilvækst: 2 × 2 m (20 × 20 cm/år). Målene kan anvendes ved udplantning.

## Hjemsted
Planten hører hjemme i det vestlige Kina, f.eks. på Emei Shan. Her er klimaet stærkt kontinentalt med kolde vintre (januar i snit: ÷4°), pludseligt forår og varme somre med monsunregn (juli i snit 12,6°). 
Planten optræder i skovkanter og lysninger med masser af andre, løvfældende planter som f.eks. Sommerfuglebusk, Blåbælg, Bulet Dværgmispel, Mangeblomstret Rose, Myrte-Gedeblad, Perny-Kristtorn og Ranunkelbusk.

## Varieteter
- Clerodendrum trichotomum var. fargesii

Varieteten plantes ofte i Danmark under artsnavnet, da den er lidt mere hårdfør og blomsterrig end selve arten.
| Portal | Portal:Botanik |